# Поглед уназад
„Поглед уназад” је југословенски ТВ филм из 1969. године који је режирао Петар Теслић.

## Улоге
| Глумац                | Улога               |
| --------------------- | ------------------- |
| Олга Савић            | Ана                 |
| Слободан Цица Перовић | Жак                 |
| Ђорђе Јовановић       |                     |
| Слободан Симић        |                     |
| Душан Вујисић         | (као Душан Вујисић) |
| Драган Зарић          |                     |
| Бранка Зорић          | (као Бранка Зарић)  |